# Río Romaine
El río Romaine (del inglés: Romaine River); en francés: Rivière Romaine es un destacado río costero de Canadá que desagua en el golfo de San Lorenzo y discurre por la región de la Côte-Nord de la provincia de Quebec. El río tiene una longitud de 496 km, drena una cuenca de 14 350 km² y tiene un caudal medio de 410 m³/s.
No se debe confundir con el río Olomane, de 220 km, localizado algo al este, que tuvo el mismo nombre durante mucho tiempo.

## Toponimia

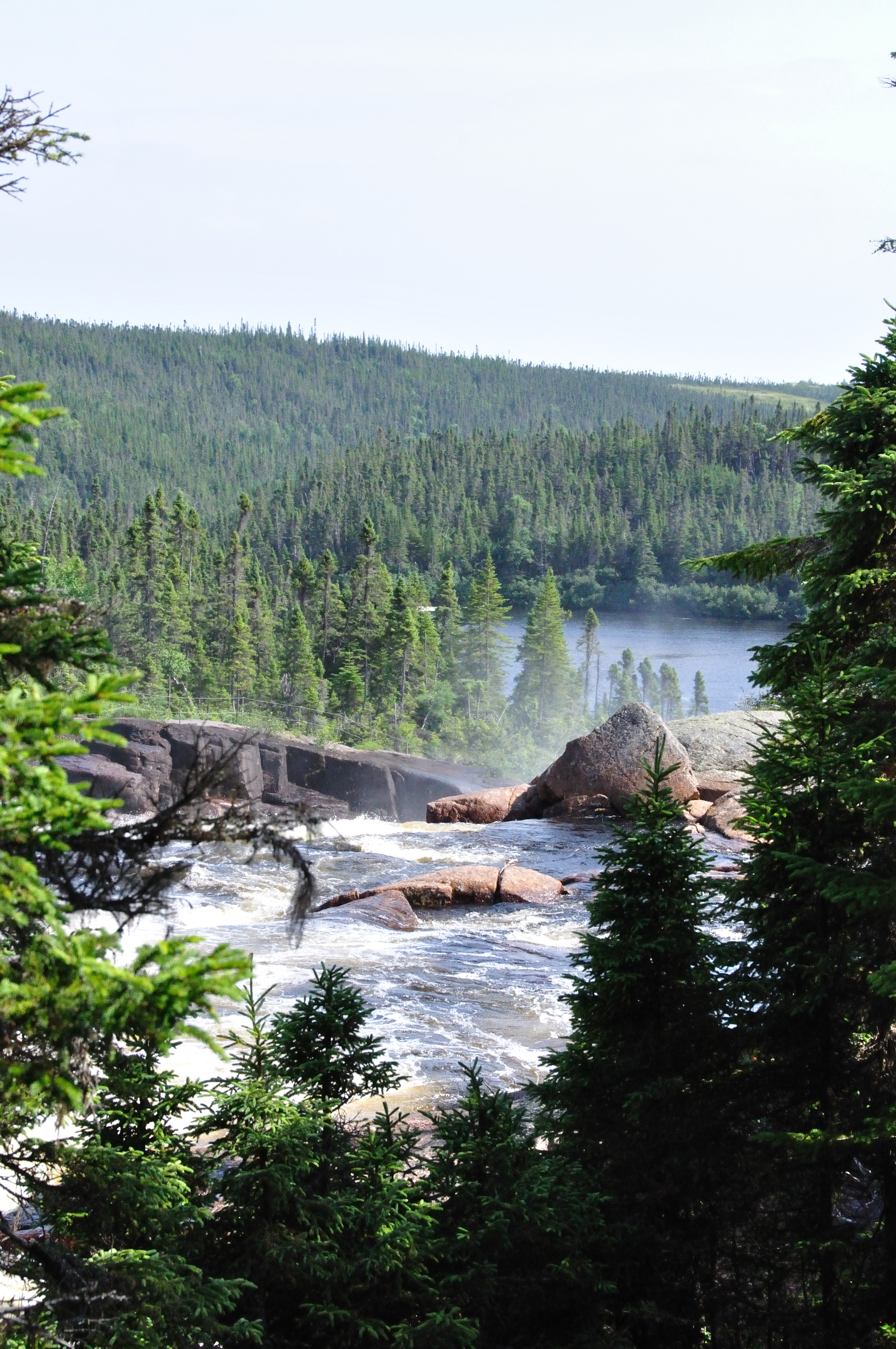
El río Romaine cerca de Havre-St-Pierre

El nombre Romaine, en uso desde finales del siglo XIX, es una adaptación francesa del término nativo Ouraman o Ulaman, como señala Jean-Baptiste-Louis Franquelin en 1685, mientras que Jacques-Nicolas Bellin escribió Ramane en su mapa de 1744. Viene de unaman, que significa «bermellón» u «ocre rojo». Los depósitos de este material que se encuentran en las orillas del río Olomane pueden haber sido la causa del nombre.

## Geografía

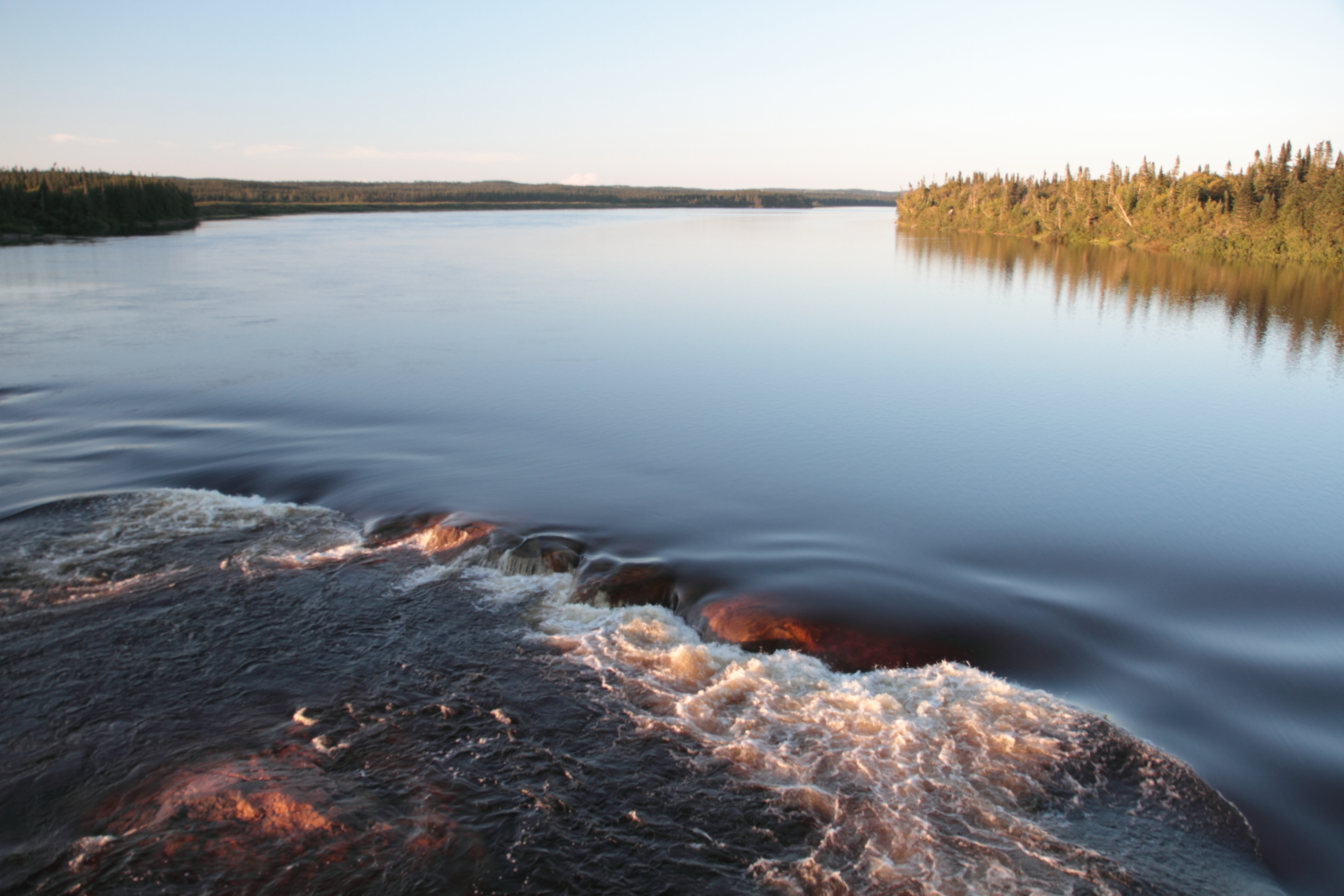
Otra vista del río Romaine, casi en la desembocadura

El río Romaine tiene su fuente en el límite entre las cuencas del Atlántico y del río San Lorenzo, y fluye primero a través de una serie de lagos, incluyendo Long, Marc, Brûlé (Burnt), Lavoie, Anderson y Lozeau. Esta parte del río hasta poco más allá de la confluencia con el arroyo Uauahkue Patauan, forma la frontera disputada entre Quebec y Labrador.
Luego fluye en dirección general sur hasta una docena de kilómetros de la costa, donde describe un giro brusco hacia el oeste, fluyendo a través de una serie de pequeños lagos pantanosos inundados. El Romaine desemboca en el estrecho Jacques Cartier, frente al archipiélago de Mingan, que es parte del golfo de San Lorenzo.

### Afluentes
Los afluentes más importantes del río Romaine son, en orden ascendente:
- río Puyjalon 
  - río Allard
- río South-East Romaine
- río Abbé-Huard
- río Garneau 
  - río West Garneau
- río Little Romaine
- río Touladis
- río Sauterelles
- Rivière aux Pêchueurs

## Fauna
El río Romaine es hogar del salmón del Atlántico que nada 52 kilómetros aguas arriba hasta la Chute Grande [Gran Caída]. Otras especies de peces son la trucha de arroyo (que se encuentra en todo el curso del río), la trucha de lago (en la mayoría de los lagos), y el salmón encerrado (aguas arriba de Grande Chute).

## Desarrollo hidroeléctrico
El río Romaine está siendo desarrollado por Hydro-Québec para la generación de energía hidroeléctrica. La construcción comenzó en 2009 con una nueva planta hidroeléctrica, junto con cuatro presas de relleno de rocas y un largo camino de acceso de 150 km, y llevará 11 años su realización con un costo estimado de CA$ 6,5 mil millones. Calificado como el «el mayor proyecto de construcción en Canadá», dará empleo a unas 2.000 personas entre 2012 y 2016, entre ellos habitantes de los Innus de Ekuanitshit, y creará un poco más de CA$ 3.5 mil millones en retornos económicos.
El proyecto final incluirá cuatro nuevas centrales eléctricas con una capacidad total instalada de más de 1550 MW y una producción media anual de 7,5 TWh por año:
Este proyecto sin embargo es muy controvertido, ya que algunos sostienen que el costo de la producción de electricidad será probablemente más alto que el precio al que se venderá la electricidad, como se muestra en un documental de 2010 llamado Chercher le courant [Buscando la corriente], de Nicolas Boisclair y Alexis de Gheldère. La película sostiene que el proyecto Romaine es innecesario, poco rentable y ecológicamente destructivo. También se opone la Fondation Rivières e interfiere con las tradiciones ancestrales de la comunidad innu de la región.
| Nombre    | Ubicación (km desde la boca) | Caudal de diseño (m³/s) | Capacidad (MW) | Unidades | Cabeza (m) | Año est. de finalización | Embalse           | Tamaño del embalse (km²) | Coord. geográficas                              |
| --------- | ---------------------------- | ----------------------- | -------------- | -------- | ---------- | ------------------------ | ----------------- | ------------------------ | ----------------------------------------------- |
| Romaine-1 | 52.5                         | 485                     | 260            | 2        | 61         | 2016                     | Embalse Romaine-1 | 12                       | 50°23′01″N 63°15′37″O / 50.3835948, -63.2603502 |
| Romaine-2 | 90.4                         | 453                     | 610            | 2        | 151        | 2014                     | Embalse Romaine-2 | 83                       | 50°37′28″N 63°11′34″O / 50.6245286, -63.1928015 |
| Romaine-3 | 158.6                        | 372                     | 380            | 2        | 116        | 2017                     | Embalse Romaine-3 | 38                       | 51°06′52″N 63°24′00″O / 51.1144073, -63.4000397 |
| Romaine-4 | 192.0                        | 307                     | 250            | 2        | 93         | 2020                     | Embalse Romaine-4 | 140                      | 51°20′52″N 63°29′12″O / 51.3477778, -63.4866667 |